# J.League Super Soccer '95 Jikkyō Stadium
J.League Super Soccer '95: Jikkyō Stadium (J.League Super Soccer '95 実況 スタジアム?), es un videojuego de fútbol para Super Famicom que fue lanzado en marzo de 1995 y fue desarrollado y publicado por Hudson Soft exclusivamente en Japón. Es una secuela de J.League Super Soccer.